# Caramagna Piemonte
Caramagna Piemonte ist eine Gemeinde in der italienischen Provinz Cuneo (CN), Region Piemont.

## Lage und Einwohner
Caramagna Piemonte liegt rund 50 km nördlich von der Provinzhauptstadt Cuneo und 38 km südlich von Turin entfernt, direkt an der Autostrada A6. Das Gemeindegebiet umfasst eine Fläche von 26 km² und hat 3015 Einwohner (Stand 31. Dezember 2023). Zur Gemeinde zählen auch die Fraktionen (Frazioni) Caporali, Gabrielassi, Gangaglietti, Tetti Sotto und Tre Ponti.
Die Nachbargemeinden sind Carmagnola, Racconigi und Sommariva del Bosco.

## Geschichte
Seine Ursprünge reichen vermutlich bis in die Römerzeit zurück. Der Ortsname, der erstmals in einem Dokument aus dem 11. Jahrhundert in der Form „Caramania“ vorkommt, ist später als „Karamagna“, „Caramagnia“ und „Caramaina“ bezeugt und leitet sich möglicherweise vom lateinischen QUADRA (CENTURIA) MAGNA ab, was „großes quadratisches Grundstück“ bedeutet. Seit dem 10. Jahrhundert ist es als Hof und Burg bekannt und vor allem für die Benediktinerabtei (Santa Maria di Caramagna), die 1028 von Olderico Manfredi, Markgraf von Susa, und seiner Frau Berta gegründet wurde. Das Kloster war bis 1444 mit Benediktiner-Nonnen besetzt, danach mit Mönchen bis 1771. Nach dem Tod von Abt Spinola Miolans im Jahr 1793 ging der Status einer Abtei endgültig verloren und das Gebäude wurde in eine Pfarrei umgewandelt.
Wie die umliegenden Gebiete war es ab Mitte des 13. Jahrhunderts der Anjou-Herrschaft unterworfen und wurde dann Teil des savoyischen Staates, dessen Schicksal es teilte. Die Geschichte nach der napoleonischen Invasion und der Rückgabe der Savoyer an das Königreich Sardinien ist mit der der übrigen Region identisch.

## Sehenswürdigkeiten
- Die Pfarrkirche Santa Maria mit mittelalterlichem Grundriss, gotischer Apsis und Glockenturm, aber mit einer Fassade aus dem 20. Jahrhundert.
- Das Haus der Seligen Caterina Mattei und der Palazzo della Credenza, ebenfalls aus dem Mittelalter.
- Die Erzbruderschaft Santa Croce, die im 15. Jahrhundert im Barockstil und aus unverputzten Ziegeln erbaut wurde.
- Die Kirchen San Lorenzo und die Kirche Madonna delle Grazie, in denen Fresken aus dem 15. Jahrhundert aufbewahrt werden.
- Die Kapelle San Sebastiano mit einem wertvollen Fresko aus dem 18. Jahrhundert, das das Martyrium des Heiligen darstellt.
- Das Stadtarchiv, das wertvolle Dokumente beherbergt.

## Wirtschaft
In Caramagna Piemonte sind der Automobilzulieferer Golden Car und sein mittlerweile nur noch im Landmaschinenhandel tätiger Vorgänger Silver Car ansässig.